# Andrei Plotnikov
Andrei Plotnikov (Rusia, 12 de agosto de 1967) es un atleta ruso retirado especializado en la prueba de 50 km marcha, en la que ha conseguido ser medallista de bronce europeo en 1998.

## Carrera deportiva
En el Campeonato Europeo de Atletismo de 1998 ganó la medalla de bronce en los 50 km marcha, con un tiempo de 3:45:53 segundos, llegando a meta tras el polaco Robert Korzeniowski y el finlandés Valentin Kononen (plata con 3:44:29 s).